# 희릉 (고려)
희릉(禧陵)은 고려 제18대 의종과 장경왕후 김씨의 능이다. 현재 위치는 알 수 없다.